# Едвард Янг
Едвард Янг (кит. трад.: 楊德昌; піньїнь: Yáng Déchāng; нар. 6 листопада 1947—пом. 29 червня 2007) — тайванський режисер, один із провідних представників Нової хвилі тайванського кінематографу. Лауреат Призу за найкращу режисуру Каннського кінофестивалю за фільм «Один і два» (2000) та Срібного леопарда Міжнародного кінофестивалю в Локарно за фільм «Terrorizers».